# 단일 광자 방출 컴퓨터 단층 촬영

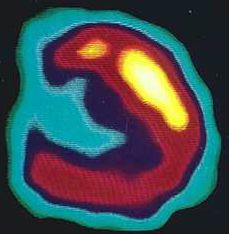
SPECT로 찍혀진 환자 심장의 단면

SPECT 이미지

단일 광자 방출 컴퓨터 단층 촬영(單一光子放出computer斷層撮影, Single-photon emission computed tomography, SPECT, SPET)은 주어진 에너지의 단일 광자를 방출하며 방사성 핵종을 사용하는 컴퓨터 단층 촬영이다. 단순히 기관의 크기나 부피뿐만 아니라 생화학적, 생리학적 과정을 관찰하는 데 유효하다.
신체 내에서 생리적이고 신경화학적인 변화를 확인할 수 있다.

## 같이 보기
- 엑스선 전산화 단층 촬영 (CT)
- 자기공명영상 (MRI)
- MRS (자기공명) (Magnetic Resonance Spectroscopy, MRS)
- 양전자 방출 단층촬영 (PET)
- 단층촬영술

## 참고
- SPECT/CT 검사에서 CT 선량 변화에 따른 환자선량 및 영상의 질 변화에 관한 연구